# コリブリ 2.7mm拳銃
コリブリ 2.7mm拳銃（コリブリ 2.7みりけんじゅう 英：2.7mm Kolibri Car Pistol あるいは 2.7x9 mm Kolibri ）とは市販されたセンターファイア銃の中で最小とされている銃である。Georg Grabner の金銭援助のもとオーストリアの時計職人 Franz Pfannl により1910年に特許が取得され、1914年にリリースされた。コリブリはセミオートのシングルアクション銃およびセルフディフェンス用銃としてデザインされている。

## 背景
カートリッジは5.3グラム（81.79グレイン）の重さがあって、その最も広い部分は3ミリ（.118インチ）である。プライマーの根元から弾頭までは11ミリ（.443インチ）である。銃弾そのものは3グレイン（0.2グラム）であり、弾丸の初速は秒速650フィート（秒速198メートル）、発砲の反動は2フィートポンド以下しか無かったとされている。
射撃性能はあまり良くはなかった。 2ミリ Kolibri の小ささゆえにカートリッジの取り扱い、とくに装填では難があった。そして銃弾それ自身は、弾丸が松の板に対したった0.5インチから1.5インチ（12.7 - 38.1ミリ）だけしか貫通することができなかったことが示すように、かなりの弱装弾であった。さらに、当時の技術ではそのような小さな口径の銃身にライフリングを刻むことは出来なかったので、射撃においては精度の問題も少なからずあった。
このシリーズとほとんどの武器はFranz Pfannl によって、1938年に中止された。
このカートリッジ（そして関連した銃のシリーズ）は、弾薬一発が70ドル以上で売られており、収集家にとっては珍品である。 この弾薬のためのオリジナル銃も高額で取引されているという。